# Tru Calling
Tru Calling är en amerikansk TV-serie med Eliza Dushku i huvudrollen som Tru Davies. Serien sändes mellan 2003 och 2005 i två säsonger. Den första säsongen bestod av tjugo avsnitt och den andra av sex avsnitt.

## Handling
I första avsnittet tar Tru examen från college. Hennes plan är att läsa medicin, men det visar sig i sista stund att hon inte kommer att kunna få den utlovade praktiken på ett sjukhus. Istället får hon ett jobb på ett bårhus. I bårhuset arbetar hon med personer som misstänks har dött en onaturlig död, tex genom mord eller självmord. När hon jobbar sin första natt och blir ensam i bårhuset öppnar en av kropparna ögonen och ber henne om hjälp. Här börjar dagen om från början och Tru och får en chans att försöka förändra dagens händelser. Resten av avsnitten följer ungefär samma mönster. Tru använder förmågan genom serien för att rädda människor som bett om hennes hjälp i bårhuset från att bli mördade eller från att ta sitt liv. Hon använder den även för att förbättra livet för och relationen till släkt och vänner. 
Tru har fått förmågan efter sin mor, som blev mördad när Tru var 10 år. Det är bara Tru och ett fåtal andra personer som känner till hennes förmåga. Händelser, konversationer och möten som inte har hänt (som har raderats ut när tiden backas) finns ändå kvar i Trus minne.

## Rollista (i urval)
- Eliza Dushku - Tru Davies
- Shawn Reaves - Harrison Davies
- Zach Galifianakis - Davis
- A.J. Cook - Lindsay Walker (2003-2004)
- Jessica Collins - Meredith Davies (2003-2004)
- Benjamín Benítez - Gardez (2003-2004)
- Matthew Bomer - Luc (2003-2004)
- Jason Priestley - Jack Harper (2004-2005)
- Eric Christian Olsen - Jensen Ritchie (2005)
- Lizzy Caplan - Avery Bishop (2005)

### Fotnoter
1. ↑  hämtat från: engelskspråkiga Wikipedia.[källa från Wikidata]